# Mariano Vázquez Andueza
Mariano Vázquez Andueza (Erro, Navarra, 1920- Irún, Guipúzcoa, 25 de diciembre de 2016), más conocido como Vazandu, fue un artista vidriero y pintor español.

## Biografía
Mariano Vázquez Andueza nació en Erro (Navarra) en 1920. A los ocho meses se mudó con sus padres a Irún, donde creció y vivió la mayor parte de su vida. Estudió en la Academia Municipal de Dibujo, con el profesor Gervasio Larzábal. Allí conoció a otros artistas como Bernardino Bienabe Artía o Gaspar Montes Iturrioz. A los 13 años comenzó a trabajar en los talleres de vidriera artística Maumejean, en Hendaya. A los 17 años a debido a la guerra civil tuvo que trasladarse de Irún a Barcelona, donde se incorporó a las filas republicanas. Fue enviado al frente del Ebro, donde le detuvieron. Tras su detención pasó unos quince meses encerrado en el campo de concentración de Orduña, al ser liberado volvió a Irún. A lo largo de su carrera pintó un gran número de cuadros y de vidrieras clásicas, la mayoría de ellas en la desaparecida Unión de Artistas Vidrieros, donde se jubiló. También trabajó en otras importantes vidrieras como Vitrolux en Irún, la Maumajean de San Sebastián y La Belga en Vigo.
Vazandu fue nombrado en 2003 cofrade de honor en la Cofradía del Salmón del Bidasoa.
Mariano Vázquez Andueza fue elegido como el encargado para realizar el saludo oficial con el que arrancaron las fiestas de San Pedro y San Marcial de 2010 en Irún.
Falleció en Irún el 25 de diciembre de 2016 a los 97 años de edad.

## Obra
Mariano Vázquez Andueza cuenta con una extensa obra artística tanto en el arte vidriero como en la pintura, contando con  miles de vidrieras clásicas y más de 4000 cuadros pintados. Vazandu realizó sus pinturas principalmente al óleo, aunque también hizo uso de otras técnicas como la acuarela, la plumilla o el carboncillo. En cuanto a su estilo artístico Vazandu se incluye entre los autores de la llamada como Escuela de Bidasoa. Su obra destaca principalmente por sus paisajes rurales de caseríos, bosques, montañas y ríos.
Además de paisajes, entre la obra de Vazandu también podemos encontrar retratos, bodegones, marinas y recreaciones de grandes obras de arte de la historia.
Su obra como pintor la desarrolló, principalmente, a partir de su jubilación, manteniendo una media de dos exposiciones al año en ciudades como Fuenterrabía, Zaragoza, Pamplona, Bilbao o San Sebastián. Por su obra recibió numerosas distinciones y premios.
En cuanto a su faceta como artista vidriero Vazandu cuenta con cientos de garrafones pintados.